# 土山剛弘
土山 剛弘（つちやま たかひろ、1972年2月28日 - ）は、 日本野球機構審判部 関西局所属のプロ野球審判員。審判員袖番号『34』。

## 来歴・人物
郁文館高等学校、帝京大学を経て、1998年にセントラル・リーグ審判部（関西支社）に入局。
2023年終了時点での試合出場数は1,460試合。
2011年にセ・パ両リーグの審判部が統合された時、白井一行が『20』の袖番号を着用したため、土山の袖番号は『34』に変更された。
2009年にオールスターゲーム初出場を果たした。2017年には日本シリーズ初出場（ソフトバンク対DeNA戦）を果たし、第4戦（11月1日、横浜スタジアム）では球審を務めた。
2019年4月11日に通算1,000試合出場（阪神タイガース対横浜DeNAベイスターズ、三塁塁審、甲子園）、2024年6月7日に通算1,500試合出場（中日ドラゴンズ対東北楽天ゴールデンイーグルス、一塁塁審、バンテリンドーム）を達成した。
審判員としての特徴は、シザーススタンスで構えること、開幕戦や日本シリーズといった寒い時期の試合でも半袖シャツを着用することなどである。

## 審判出場記録
- 初出場：2002年5月18日、阪神対中日7回戦（甲子園）、二塁塁審。
- 出場試合数：1,566試合
- オールスター出場：2回（2009年、2016年＝第1戦で球審[5]）
- 日本シリーズ出場：2回  (2017年、2022年)

（記録は2024年シーズン終了時）

## 表彰
- ウエスタン・リーグ優秀審判員：2回 (2004年、2010年)

(記録は2022年終了シーズン時)